# Philip Holmes
Philip John Holmes (* 24. Mai 1945 in Lincolnshire) ist ein US-amerikanischer angewandter Mathematiker, der sich mit nichtlinearer Mechanik und dynamischen Systemen befasst.

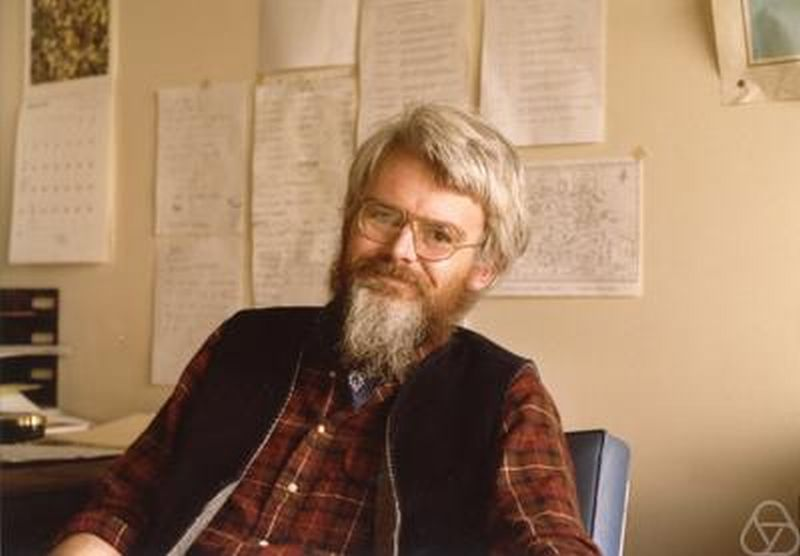
Philip Holmes 1981

## Leben
Holmes studierte an der Universität Oxford mit dem Bachelor-Abschluss 1967 und wurde 1974 als Ingenieur an der University of Southampton promoviert. 1977 wurde er Assistant Professor und 1984 Professor für Theoretische und Angewandte Mechanik an der Cornell University, zuletzt als Charles N. Mellowes Professor of Engineering and Mathematics. 1981 bis 1986 leitete er dort das Center for Applied Mathematics. Seit 1994 ist er Professor an der Princeton University. Er ist dort Eugene Higgins Professor for Mechanics and Aerospace Engineering sowie für Angewandte und Numerische Mathematik (Applied and Computational Mathematics). 1994 bis 1997 und 2010/11 war er Leiter des Programms für Angewandte und Numerische Mathematik in Princeton.
1988/89 war er Fairchild Scholar am Caltech. 1985/86 war er Aisenstadt Professor an der University of Montreal. 2000 war er Gastprofessor am Erdős Mathematikzentrum in Budapest.
Er befasst sich mit der mathematischen Theorie dynamischer Systeme mit Anwendung in nichtlinearer Mechanik von Flüssigkeiten und Festkörpern, nichtlinearen Schwingungen, Hamiltonscher Mechanik und mathematischer Biologie.
Seit 1989 ist er Herausgeber des Journal of Nonlinear Science und seit 1986 des Archive for Rational Mechanics and Analysis. 1984 bis 1989 war er Herausgeber des SIAM Journal of Applied Mathematics.
2006 wurde er Fellow der American Physical Society. Er ist Mitglied der American Academy of Arts and Sciences (1994) und Ehrenmitglied der Ungarischen Akademie der Wissenschaften (2001). Er ist Fellow der American Mathematical Society und seit 2025 Mitglied der National Academy of Engineering.
2013 erhielt er mit John Guckenheimer den Leroy P. Steele Prize für ihr Buch über dynamische Systeme, das bei seinem Erscheinen eine Brücke zwischen Mathematikern, Physikern und Ingenieuren schlug in der Darstellung der sich seit den 1960er Jahren stürmisch entwickelnden Theorie (Stichworte sind Chaostheorie und Katastrophentheorie).
Er veröffentlichte auch vier Gedichtbände und schrieb ein Buch über die historischen Wurzeln der Chaostheorie zum Beispiel bei Henri Poincaré mit Florin Diacu. In Princeton entwickelte er auch mit Ingrid Daubechies einen Mathematikkurs für Nicht-Mathematiker (Math Alive).
Er ist seit 1970 verheiratet und hat vier Kinder. Holmes ist US-amerikanischer Staatsbürger.

## Schriften
- mit John Guckenheimer: Nonlinear Oscillations, Dynamical Systems and Bifurcations of Vector Fields. Springer Verlag 1983, Neuauflage 1990.
- mit John L. Lumley, Gal Berkooz: Turbulence, Coherent Structures, Dynamical Systems and Symmetry. Cambridge University Press 1996, 2. Auflage 2012 (mit Clarence W. Rowley).
- mit Robert Ghrist, Michael Sullivan: Knots, Links and Three-dimensional Flows. Springer Verlag 1997.
- mit Florin Diacu: Celestial Encounters: The Origins of Chaos and Stability. Princeton University Press 1996.